# Quantenlogik
Als Quantenlogik (englisch quantum logic) werden Versuche bezeichnet, ein logisches System zu formulieren, das den Prinzipien der Quantenmechanik gerecht wird.
Die Strukturen der Quantenphysik wirken paradox und sind teilweise schwer nachzuvollziehen. Fragestellungen wie die, ob Schrödingers Katze lebt, fordern das Verständnis heraus. Im Kontext der mathematischen Strukturen der Schrödingergleichung und der Heisenbergschen Unschärferelation wurde deshalb eine Logik gesucht, die Deutungen der Quantenmechanik wie dem Komplementaritätsprinzip oder dem Korrespondenzprinzip nachempfunden ist. Dazu musste die herkömmliche Logik modifiziert werden.
Es gibt im Wesentlichen vier verschiedene Ansätze zur Quantenlogik:
- John von Neumann und Garrett Birkhoff entdeckten als erste in den mathematischen Strukturen der Quantenphysik (Hilbertraum, Hamiltonoperator) eine von der bis dahin üblichen Booleschen Algebra abweichende so genannte orthomodulare Logik.
- Hans Reichenbach und andere entwickelten aus einer Wahrscheinlichkeitslogik eine dreiwertige Quantenlogik mit den Wahrheitswerten wahr, falsch und unbestimmt.
- Peter Mittelstaedt, Ernst-Walther Stachow und Carl Friedrich von Weizsäcker entwickelten die dialogische Logik zu einer zeitlichen Logik der Quantenprozesse um.
- Gudrun Kalmbach stellte die Orthomodulare Logik für Hilberträume H auf und Maria Pia Solèr zeigte, dass dieses Gesetz für H gilt.

Hilary Putnam nahm 1968 die Quantenlogik zum Anlass, die a-priori-Geltung logischer Gesetze insgesamt in Frage zu stellen, was eine Debatte um den Status logischer und algebraischer Gesetzmäßigkeiten auslöste.

## Überblick

### Ausgangsproblem
Zusammen mit der Relativitätstheorie wirkte die etwa 1900 entstandene Quantenphysik wie eine Revolution der Physik. Das Doppelspaltexperiment warf etliche Fragen auf, insbesondere, ob Elektronen oder Lichtquanten Teilchen oder Wellen sind. Im Jahre 1926 erschienen sechs Arbeiten von Erwin Schrödinger, die schließlich zu einer komplexen Differentialgleichung führten, die man Schrödingergleichung nennt. 1927 wurde die Heisenbergsche Unschärferelation formuliert. Sie besagt, dass zwei komplementäre Eigenschaften eines Teilchens nicht gleichzeitig beliebig genau bestimmbar sind. Die Welt der Elementarteilchen schien ganz anders zu sein, als man es von der bisherigen Physik kannte.
Wenn man aus der Quantenmechanik eine Logik entwickeln will, wird das Distributivgesetz der Verknüpfung von und ({\displaystyle \wedge }) und oder ({\displaystyle \vee }) verletzt. Das geht aus der Unschärferelation hervor:
- Es sei p die Aussage: „Das Elektron ist schnell“ (Die Messung des Impulses ergibt eine Zahl in einem bestimmten Intervall.)
- q sei die Aussage: „Das Elektron ist in einem linken Intervall“ und
- r sei die Aussage: „Das Elektron ist in einem rechten Intervall“.

q und r seien Aussagen über zwei benachbarte Ortsintervalle, die gemeinsam auch bei Unschärfe den Aufenthaltsort des Elektrons gewährleisten. Dann gilt zwar {\displaystyle p\wedge (q\vee r)}, aber gemäß der Unschärferelation nicht mehr unbedingt {\displaystyle (p\wedge q)\vee (p\wedge r)}. Das Distributivgesetz besagt dagegen, dass beide Ausdrücke identisch sind. Dies führt also zum Ablehnen der klassischen distributiven Logik, denn Impuls und Ort des Elektrons lassen sich nicht beide gleichzeitig genau bestimmen.

### Fortgang
John von Neumann schlug zunächst vor, Aussagen über beobachtbare physikalische Größen als Projektionen in einem Hilbert-Raum zu interpretieren. Einen geeigneten Kalkül entwickelten er und Birkhoff in ihrer Veröffentlichung aus dem Jahr 1936. Eine Axiomatisierung dieses Systems wurde von George Mackey unternommen. Die quantenlogischen Forschungen wurden 1963–1968 vornehmlich in der Schweiz durch Josef-Maria Jauch und Constantin Piron fortgesetzt. Saul Kripkes Übertragung in einen modallogischen Kalkül bildete die Grundlage für die Arbeiten von Bas van Fraassen und später Maria L. Dalla Chiara.
Parallel hatte Reichenbach begonnen, dreiwertige Logiken zur Beschreibung der Quantenmechanik einzusetzen. V. Weizsäckers Vorschlag zur Entwicklung eines dialogischen Kalküls wurde seit 1970 vor allem in Köln (Peter Mittelstaedt, Ernst-Walther Stachow) umgesetzt. Weitere Zentren der Forschung waren seit den 1970ern Genua (Enrico Beltrametti) und Amherst (Charles H. Randall, David J. Foulis). 1976 fand ein erstes internationales Treffen von Quantenlogikern in Bad Homburg statt; es folgten Kolloquien in Erice/Sizilien 1979 und in Köln 1984, bei denen die große Bandbreite der philosophischen, logischen, linguistischen, algebraischen, geometrischen und wahrscheinlichkeitstheoretischen Forschungen zum Thema Quantenlogik sichtbar wurden, die heute in verschiedenen Sektionen der IQSA vertreten sind.
Mittelstaedt führte Erweiterungen der Quantenlogik zu einer Relativistischen Quantenlogik durch und erarbeitete eine Quantenontologie. Von Weizsäcker suchte nach einer Quantentheorie der Ur-Alternativen, in der iteriert die Quantenlogik auf Ur-Alternativen angewandt wird.

### Debatte um die Empirizität der Logik
Die Forschungen zur Quantenlogik brachten Fragen zum Status der Logik überhaupt auf. Ihre Abweichungen von der klassischen Logik stellen infrage, ob diese den physikalischen Zusammenhängen entspricht. Damit ist die Geltung der klassischen Logik infrage gestellt. Es lässt sich sogar bezweifeln, ob überhaupt ein einzelnes logisches System den Anspruch erheben kann, ein korrektes und adäquates Gerüst für eine wahrheitserhaltende Beschreibung naturwissenschaftlicher Prozesse und Zustände zu liefern. Prominent ist das Postulat Hilary Putnams, dass nur eine Quantenlogik korrekt sein kann, deren Gültigkeit sich uns jedoch nicht analytisch erschließt. Damit wird die Frage, welche Logik korrekt ist, letztlich zu einer empirischen Frage. Eine Erwiderung erfolgt vor allem durch Michael Dummett, der das Problem an die moderne Realismusdebatte anschloss. Putnams Forderung nach der Infragestellung der Logik setzt ihm zufolge eine realistische Position voraus, die jedoch ihrerseits sowohl die Distributivität als auch das Bivalenzprinzip der klassischen Logik voraussetzt. Die Frage nach einer Geltung der Logik für die Welt setzt voraus, dass die Aussagen, in der die Welt grundlegend beschrieben werden kann, wahr oder falsch sind.

## Herangehensweisen im Einzelnen

### Aussagenlogischer Kalkül nach Birkhoff und von Neumann
In einem Arbeitspapier schlugen John von Neumann und Garrett Birkhoff 1936 vor, die Operatoren der Schrödingergleichung als Aussagen über das Quantensystem zu interpretieren:
- Den Projektionsoperatoren entsprechen die elementaren Aussagen der Logik.
- Den Eigenwerten 1 und 0 entsprechen die Wahrheitswerte dieser Logik.[12]

Damit war die Quantenlogik geboren. Sie wich allerdings in einigen Punkten von der herkömmlichen Logik ab. Das algebraisch formulierte Logiksystem der Booleschen Algebra musste überarbeitet werden.
Den algebraischen Beziehungen entsprechend gibt es Beziehungen zwischen den Aussagen, die einen Kalkül bilden, in dem – entgegen der klassischen Aussagenlogik – das Distributivgesetz durch die so genannte Orthomodularität ersetzt wird und das Tertium non datur nur noch eingeschränkt gilt.
Die Quantenlogik lässt sich in der mathematischen Sprache analog zum modularen Verband formalisieren. Hier werden zunächst neun Grundregeln wiedergegeben, man nennt das Regelpaket die Orthologik OL. Der Querstrich ist ein Folgerungsstrich, also die Regel besagt jeweils, dass man von den oben stehenden Aussagen zu den unten stehenden übergehen darf:
| Nr. | Regel                                                                           | Bezeichnung                                        |
| 1   | {\displaystyle {\frac {A}{A}}}                                                  | Aus A folgt A: reflexiver Schluss                  |
| 2   | {\displaystyle {\frac {A\wedge B}{A}}}                                          | {\displaystyle \wedge }-Beseitigung 1              |
| 3   | {\displaystyle {\frac {A\wedge B}{B}}}                                          | {\displaystyle \wedge }-Beseitigung 2              |
| 4   | {\displaystyle {\frac {\lnot \lnot A}{A}}}                                      | Duplex negatio affirmat                            |
| 5   | {\displaystyle {\frac {A}{\lnot \lnot A}}}                                      | Doppelte-Negations-Einführung                      |
| 6   | {\displaystyle {\frac {A\wedge \lnot A}{B}}}                                    | Ex contradictione sequitur quodlibet               |
| 7   | {\displaystyle {\frac {A\rightarrow B,B\rightarrow C}{A\rightarrow C}}}         | transitiver Kettenschluss                          |
| 8   | {\displaystyle {\frac {A\rightarrow B,A\rightarrow C}{A\rightarrow B\wedge C}}} | {\displaystyle \wedge } Einführung mit Prämissen A |
| 9   | {\displaystyle {\frac {A\rightarrow B}{\lnot B\rightarrow \lnot A}}}            | Kontraposition                                     |
| 10  | {\displaystyle {\frac {A\wedge (\lnot A\vee (A\wedge B))}{B}}}                  | Orthomodularität                                   |

Die 10. axiomatische Regel, die Orthomodularität, ist hier nach André Fuhrmann wie die anderen neun Regeln von OL in junktorenlogischer Schreibweise notiert. Sie setzt sich zusammen aus dem Modularitätsgesetz ({\displaystyle x\leq b} impliziert {\displaystyle x\vee (a\wedge b)=(x\vee a)\wedge b}) einerseits und Spiegelungen andererseits. Dies sind so genannte Orthokomplemente, die die Funktion der Negation übernehmen.
Logiker untersuchen Logiken unter anderem daraufhin, ob sie entscheidbar sind; so wurde auch dieses Logiksystem ausgiebig untersucht. Die Regel der Orthomodularität entspricht keiner in der ersten Stufe der Logik formulierbaren Rahmen-Bedingung, weshalb ihre Entscheidbarkeit bislang noch nicht bewiesen ist.
| Schreibweise                                     | Sprechweise              |
| ------------------------------------------------ | ------------------------ |
| {\displaystyle \Diamond p}                       | Es ist möglich, dass p   |
| {\displaystyle \Box p}                           | Es ist notwendig, dass p |
| {\displaystyle \Diamond p\wedge \Diamond \neg p} | p ist kontingent         |

1963 konnte Saul Kripke ein Modell (Kripke-Rahmen K: {\displaystyle \Box (A\to B)\to (\Box A\to \Box B)}) für die Vielzahl der bis dahin vorgeschlagenen modallogischen Systeme entwickeln. Die oben genannte Orthologik OL lässt sich in die intuitionistische Modallogik abbilden und durch eine Klasse von Kripke-Rahmen vollständig charakterisieren. Auf dieser axiomatischen Grundlage verwendeten seit den 1970er Jahren Bas van Fraassen (Toronto) und Maria L. Dalla Chiara (Florenz) Modalitäten im Rahmen der Quantenlogik. Franz Josef Burghardt entwickelte die Modallogik der Quanten weiter.

### Dreiwertige Logik

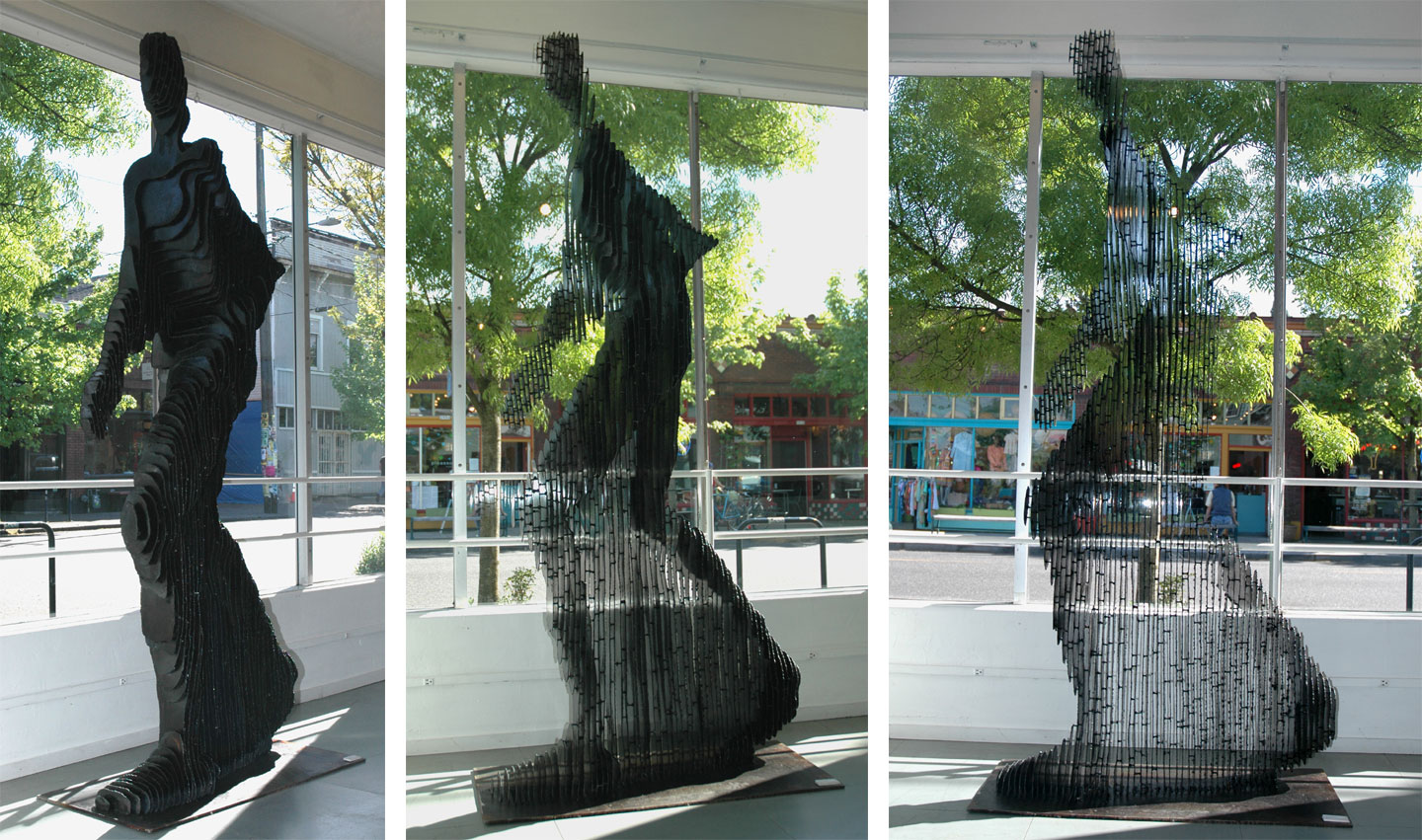
Die Statue Quantum Man (2006) von Julian Voss-Andreae zeigt die in der Quantenlogik versuchte verschiedene Ansicht von ein und demselben Realen.

Da in der Quantenmechanik die klassisch vorausgesetzte Kommensurabilitätsbedingung nicht erfüllt zu sein braucht, haben einige Wissenschaftler wie z. B. Paulette Destouches-Février, Hans Reichenbach und Bas van Fraassen versucht, eine dreiwertige Logik als Quantenlogik einzuführen. Damit wird das Prinzip der Zweiwertigkeit allerdings verlassen.
Van Fraassen entwickelte eine Ausschlussnegation. Wenn eine physikalische Größe m nicht einen bestimmten Wert – beispielsweise 7 – annimmt, so kann dies im Sinne der Ausschlussnegation nicht nur bedeuten, dass m nicht 7 ist, sondern auch, dass sich das System in keinem Zustand befindet, zu dem ein Wert von m gehört.
Hans Reichenbach behauptet, dass man sich bei der Beurteilung wissenschaftlicher Aussagen nur auf Wahrscheinlichkeitserwägungen stützen kann. Gewissheit dürfe von der Wissenschaft nicht erwartet werden. In den 1930er und nachfolgenden Jahren arbeitete er an Problemen der Wahrscheinlichkeitslogik. Zur logischen Beschreibung der Quantenmechanik erstellte Reichenbach aus dieser Wahrscheinlichkeitslogik eine dreiwertige Quantenlogik mit den Wahrheitswerten wahr, falsch und unbestimmt. Sie benutzt drei Arten der Negation (ausschließende, diametrale und vollständige Negation) und drei Arten der Implikation (Standardimplikation, Alternativimplikation, Quasiimplikation). Nachdem Ulrich Blau eine dreiwertige Logik der natürlichen Sprache zur Diskussion gestellt hatte, wurde eine Parallele zur Dreiwertigkeit bei Reichenbach gezogen, weil bereits alltägliche Beispiele für den Fall unerfüllter Präsuppositionen eine solche Bewertung nahelegen.
Für die Junktoren und ({\displaystyle \wedge }) und oder ({\displaystyle \vee }) gelten folgende Wahrheitstafeln mit falsch (f), unbestimmt (u) und wahr (w):
| a und b |   |   |   |
| ba      | f | u | w |
| f       | f | f | f |
| u       | f | u | u |
| w       | f | u | w |

| a oder b |   |   |   |
| ba       | f | u | w |
| f        | f | u | w |
| u        | u | u | w |
| w        | w | w | w |

Die Subjunktion (auch Implikation genannt: wenn-dann) wird nicht einheitlich gestaltet. Hier sind die Versionen von Jan Łukasiewicz, Ulrich Blau sowie die Alternativ- und die Quasiimplikation von Reichenbach dargestellt:
| Łukasiewicz |   |   |   |
| ba          | f | u | w |
| f           | w | w | w |
| u           | u | w | w |
| w           | f | u | w |

| Blau |   |   |   |
| ba   | f | u | w |
| f    | w | w | w |
| u    | w | w | w |
| w    | f | u | w |

| Alternativimplikation |   |   |   |
| ba                    | f | u | w |
| f                     | w | w | w |
| u                     | w | w | w |
| w                     | f | f | w |

| Quasiimplikation |   |   |
| ba               | f | w |
| f                | u | u |
| w                | f | w |

Verteidiger der dreiwertigen Logik meinen, die Logik müsse sich der Unbestimmtheit der Messaussagen der Quantenphysik anpassen und nicht umgedreht.

### Dialogische Logik zeitlicher Aussagen

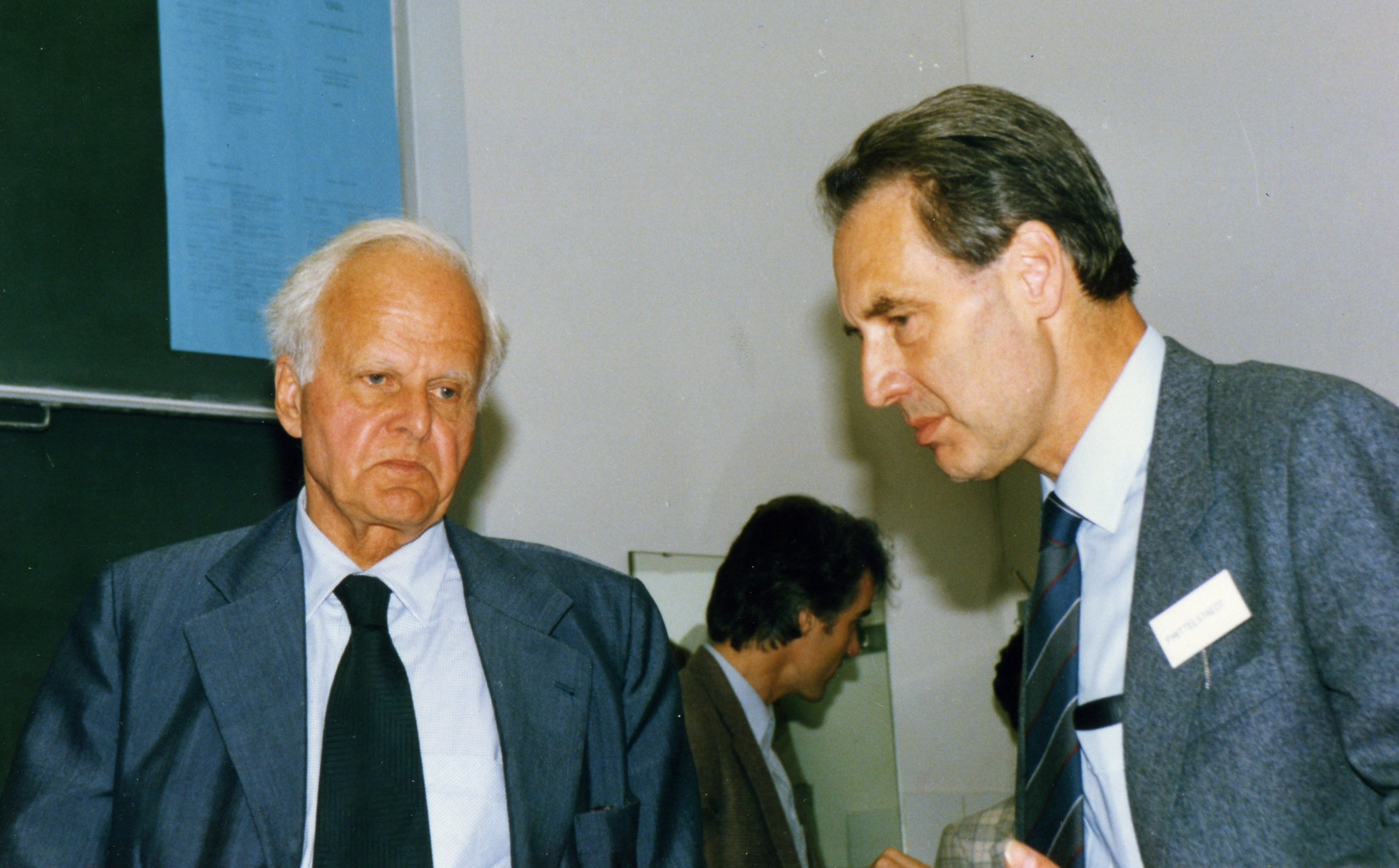
Carl Friedrich von Weizsäcker (links) und Peter Mittelstaedt während des Internationalen Symposiums für Quantenlogik, Köln 1984

1955 regte Carl Friedrich von Weizsäcker in Göttingen an, den von Birkhoff und v. Neumann aufgestellten Aussagenkalkül aus grundsätzlichen erkenntnistheoretischen Überlegungen zur Quantenmechanik abzuleiten. Peter Mittelstaedt führte dies in den Jahren 1958–1963 so weit aus, wie es mit den seinerzeit zur Verfügung stehenden mathematischen Mitteln möglich war. Die Ausarbeitung einer Logik zeitlicher Aussagen Weizsäckers klang auch im Spätwerk Rudolf Carnaps an. Mittelstaedt entlehnte 1959 den Arbeiten Paul Lorenzens Dialoge zur semantischen Begründung zusammengesetzter Aussagen über physikalische Größen (Observable). Aus dieser dialogischen Logik wurde eine zeitliche Quantenlogik erforscht.
In der dialogischen Logik von Lorenzen und Kuno Lorenz wird die Wahrheit eines Satzes durch einen Dialog von Proponent (P) und Opponent (O) bestimmt, in dem die Dialogpartner sich jeweils auf voriges Behaupten und Zeigen beziehen. Der Proponent hat gewonnen, wenn er eine angegriffene nicht mehr logisch verknüpfte Aussage (Elementaraussage) verteidigt hat oder wenn der Opponent (auf der linken Spalte mit O notiert) eine angegriffene Elementaraussage nicht verteidigt. Der Junktor Subjunktion ({\displaystyle \rightarrow } wenn-dann) ist im hier gebrauchten Zusammenhang das, was bei Reichenbach in der dreiwertigen Logik Implikation heißt. Es gibt zwei Dialoge, einen um den Wennsatz und anschließend einen um den Dannsatz. Hier werden mit dem Fragezeichen jeweils die vorhergehenden Zeilen angegriffen.
| {\displaystyle O}   | {\displaystyle P}              | Kommentar                                                                                         |
| ------------------- | ------------------------------ | ------------------------------------------------------------------------------------------------- |
|                     | {\displaystyle A\rightarrow A} | Zusammengesetzte Gesamtaussage: Wenn A dann A.                                                    |
| {\displaystyle A?}  |                                | Der Wennsatz wird behauptet und dadurch die Gesamtaussage angegriffen.                            |
|                     | {\displaystyle ?}              | Ein Beweis bzw. ein Vorzeigen wird verlangt.                                                      |
| {\displaystyle [A]} |                                | Das behauptete A wird vorgezeigt oder bewiesen.                                                   |
|                     | {\displaystyle A}              | Als Verteidigung muss gemäß der {\displaystyle \rightarrow }-Regel der Dannsatz behauptet werden. |
| {\displaystyle ?}   |                                | Ein Beweis bzw. ein Vorzeigen wird verlangt.                                                      |
|                     | {\displaystyle [A]}            | Das behauptete A wird vorgezeigt oder bewiesen. P hat gewonnen, die Gesamtaussage ist wahr.       |

An dieser Stelle setzen Mittelstaedt und Weizsäcker an. Man kann die Grundregeln der dialogischen Logik so gestalten, dass der Beweis für eine zu Beginn gemachte Aussage nach einer gewissen Zeit nicht mehr zur Verfügung steht.
Von Weizsäcker stellt folgende Überlegung an: Es sei beispielsweise m die konkrete Aussage: „Der Mond ist zu sehen“ (für A eingesetzt). Der Proponent behauptet wie im Schaubild {\displaystyle A\rightarrow A}.

„Der Opponent setzt m für A ein. Zum Beweis aufgefordert, sagt er: ‚Hier sieh den Mond, gerade über dem Horizont!‘ Der Proponent erkennt den Beweis an. Nunmehr selbst zum Beweis aufgefordert, sagt er: ‚Hier sieh den Mond, gerade über dem Horizont!‘ Der Opponent muss den Beweis und damit seine Niederlage anerkennen. – Aber der Proponent muss in diesem Beispiel darauf achten, dass er schnell genug reagiert. Sonst könnte der Opponent, der ihm gerade noch den Mond gezeigt hatte, die Anerkennung des zweiten Beweises verweigern: der Mond ist inzwischen untergegangen.“

In der üblichen formalen nichttemporalen Logik ist diese Gesamtaussage {\displaystyle A\rightarrow A} sofort formallogisch wahr, weil der Proponent das Setzen von A des Opponenten einfach übernehmen darf. In der temporalen Logik ist die materiale Wahrheit beweis- bzw. vorzeigeabhängig.
Peter Mittelstaedt hat gezeigt, dass in der Quantenlogik aus diesen Gründen das Gesetz {\displaystyle A\rightarrow (B\rightarrow A)} nicht gilt. Es gibt vier weitere Gesetze, die durch die Quantenlogik verletzt werden. Mittelstaedt begründet die Verletzung dieser Gesetze durch die Anwendung der Unschärferelation: Man setze für A die Aussage „Dieses Elektron hat den Impuls p“ und für B „Dieses Elektron hat den Ort q“ ein. Der Opponent misst nun den Impuls des Elektrons und findet p, dann misst er den Ort und findet q. Jetzt wiederholt der Proponent die Impulsmessung, aber leider findet er den Wert p nicht wieder. Das Gesetz {\displaystyle A\rightarrow (B\rightarrow A)} gilt also nicht, der Proponent kann das zweite A (Impuls p) nicht mehr durch Messung beweisen.
Diese von Mittelstaedt charakterisierte pointierte Subjunktion wird auch Sasaki-hook genannt. 1952 entwickelte der japanische Wissenschaftler Sasaki Usa eine Quantenprojektion, die von Richard Joseph Greechie zu einer Nichtstandard-Quantenlogik ausgearbeitet wurde.

## Gegenwärtige Beurteilung
Wolfgang Stegmüller hat die Quantenlogik kritisch untersucht. Er hält die Kritik von Ernest Nagel für berechtigt, wonach Reichenbachs Vorschlag einer dreiwertigen Logik auf einer zu engen Anwendung des Empirismusprinzips beruhe. Erhard Scheibe behauptet, dass ein Aufbau der Quantentheorie unter Beibehaltung der klassischen Logik möglich ist, wenn man für das kontingente Verhalten eines Systems eine epistemische Formulierung wählt, die sich unmittelbar auf unsere experimentelle Feststellungen bezieht und nicht auf Behauptungen über das Vorliegen von Eigenschaften. Andreas Kamlah fragt kritisch, ob die dialogische Quantenlogik eine analytische Theorie sei.
Nach 2000 wurden zunehmend die Verdienste der Quantenlogik als Beitrag zur Sprachforschung anerkannt, so unter anderen von Brigitte Falkenburg.
Nach einem modernen, eher formalistischen Logikverständnis kann man davon ausgehen, dass die drei unterschiedlichen Ansätze nicht mehr miteinander konkurrieren: In der dialogischen Logik und bei anderen Logiksystemen vom Gentzentyp werden verschiedene Rahmenregelpakete angeboten, die jeweils zu einer bestimmten Logik führen, so auch zur Quantenlogik. Dasselbe gilt für die Axiomensysteme vom Hilberttyp. Durch diese Möglichkeiten kann innerhalb eines logischen Regelwerks überlegt werden, für welches Regelpaket man sich entscheiden will. Somit braucht man nicht ganz grundsätzlich die gesamten Regelwerke gegeneinander auszuspielen.
Für die Hilbertraum Theorie hat Gudrun Kalmbach die Semantik und Syntax erstellt, einen Vollständigkeitssatz bewiesen und das Fehlen eines Deduktionstheorems. M. P. Soler zeigte, dass Orthomodularität für unendlich abzählbar dimensionale Hilberträume gilt.
Maria Luisa Dalla Chiara und Roberto Giuntini beurteilen die Situation so: Quantenlogiken und deren formale Eigenschaften geben keinen Hinweis auf reale Eigenschaften oder Mechanismen zwischen den Observablen der Quantentheorie. Ein diesbezüglicher Realismus, den Pioniere wie v. Neumann, Reichenbach und v. Weizsäcker vertreten haben, sei daher ebenso abzulehnen wie Putnams Vorschlag, dass die Geltung einer bestimmten Logik eine Frage der Empirie sei. Vielmehr halten sie fest, dass es nicht nur verschiedene Logiken, sondern auch verschiedene Quantenlogiken gebe. Daher sei es fraglich, ob es eine eindeutige Quantenlogik gebe.